# Ephraim K. Smart
Ephraim Knight Smart (* 3. September 1813 in Prospect, Waldo County, Massachusetts; † 29. September 1872 in Camden, Maine) war ein US-amerikanischer Politiker. Zwischen 1847 und 1849 sowie nochmals von 1851 bis 1853 vertrat er den Bundesstaat Maine im US-Repräsentantenhaus.

## Werdegang
Ephraim Smart wurde 1813 im damaligen Ort Prospect, der heute ein Stadtteil von Searsport ist, geboren. Damals gehörte dieser Ort noch zu Massachusetts; seit 1820 ist er Teil des damals gegründeten Staates Maine. Smart besuchte die öffentlichen Schulen seiner Heimat. Außerdem erhielt er auch privaten Unterricht. Danach besuchte er das Maine Wesleyan Seminary in Readfield. Nach einem anschließenden Jurastudium und seiner im Jahr 1838 erfolgten Zulassung als Rechtsanwalt begann er in Camden in seinem neuen Beruf zu praktizieren. Im gleichen Jahr wurde er in dieser Stadt auch Posthalter.
Smart war Mitglied der Demokratischen Partei. Zwischen 1841 und 1842 saß er im Senat von Maine. Im  Jahr 1842 war er militärischer Berater von Gouverneur John Fairfield. Von 1843 bis 1844 war Smart für kurze Zeit in Missouri als Rechtsanwalt tätig, dann kehrte er nach Maine zurück. Im Jahr 1845 wurde er erneut Posthalter in Camden.
1846 wurde er im fünften Wahlbezirk von Maine in das US-Repräsentantenhaus in Washington, D.C. gewählt, wo er am 4. März 1847 die Nachfolge von Cullen Sawtelle antrat. Bis zum 3. März 1849 konnte er zunächst nur eine Legislaturperiode im Kongress absolvieren. Dann fiel sein Mandat wieder an Sawtelle. Damals endete der Mexikanisch-Amerikanische Krieg mit großen Gebietsgewinnen der Vereinigten Staaten im Westen und Südwesten des Kontinents. Bei den Wahlen des Jahres 1850 konnte Ephraim Smart sein Mandat im Kongress zurückgewinnen und zwischen dem 4. März 1851 und dem 3. März 1853 eine weitere Legislaturperiode im Kongress verbringen. Diese war von den heftigen Diskussionen um die Sklaverei bestimmt.
Nach dem Ende seiner Zeit im Repräsentantenhaus leitete Smart zwischen 1853 und 1858 die Zollverwaltung in Belfast (Maine). Außerdem stieg er in das Zeitungsgeschäft ein. 1854 gründete er die Zeitung „Maine Free Press“, die er drei Jahre lang als Chefredakteur herausgab. Im Jahr 1858 war Smart auch Abgeordneter im Repräsentantenhaus von Maine. 1860 kandidierte er erfolglos für das Amt des Gouverneurs. Stattdessen wurde er 1862 erneut in den Staatssenat gewählt. Seit 1869 war er in Biddeford ansässig. Dort gründete er die Zeitung „Maine Democrat“.